# West Barns
West Barns è un piccolo villaggio scozzese, situato nell'East Lothian. Dista circa 2 miglia (3,2 km) da Dunbar e approssimativamente 28 miglia (45,1 km) da Edimburgo. Si trova vicino al John Muir Country Park e alla Baia di Belhaven.